# Ada Adler
Pour les articles homonymes, voir Adler.
Ada Sara Adler (18 février 1878 - 28 décembre 1946) est une philologue, humaniste classique et bibliothécaire danoise. 

## Biographie
Adler est née le 18 février 1878 à Frederiksbjerg. Ses parents sont Bertel David Adler et d'Elise Johanne née Fraenckel, une famille de la haute société danoise.   
Elle va à l'école de Miss Steenberg, puis, en 1893 à l'école Zahle, où elle étudie le grec ancien avec Anders Bjørn Drachmann. Elle poursuit ses études à l'Université de Copenhague où elle se concentre sur le grec et la religion comparée sous la direction de Drachmann et du professeur Vilhelm Thomsen,. En 1906, elle termine sa thèse de maîtrise sur la religion grecque ancienne et reçoit un prix de la Société philologique historique pour ses recherches sur le mythe de Pandore. En 1912, elle se rend à Vienne. Elle publie alors des articles sur la religion grecque et écrit pour Pauly-Wissowa. En 1917, elle devient docteure en philosophie.  
Pendant la Seconde Guerre mondiale, elle est évacuée vers la Suède avec d'autres juifs danois. Elle enseigne alors le grec à l'école danoise de Lund.  
Elle est enterrée à Mosaisk Vestre Begravelsesplads près de Copenhague[réf. nécessaire]. 

## Sujets de recherches
Elle est connue pour son édition critique et standard de la Souda, qu'elle publie en 5 volumes (Leipzig, 1928–1938). Elle contribue à plusieurs articles de la Realencyclopädie de Pauly – Wissowa. En 2016,  Oxford University Press publie un recueil d'essais rendant hommage aux femmes universitaires classiques, incluant un chapitre sur Adler écrit par Catharine Roth, l'actuelle rédactrice en chef du projet Souda On Line ; Roth contextualise la contribution fondamentale d'Adler à la recherche sur la Souda comme un travail de catalogage détaillé qui, au XIXe siècle, était principalement attribué aux femmes et qui était crucial pour permettre de nouvelles recherches tandis que les hommes faisaient les recherches originales plus intéressantes. William Calder, professeur émérite de lettres classiques à l'Université de l'Illinois à Urbana-Champaign, dit d'Adler qu'elle est « incontestablement la plus grande femme philologue qui ait jamais vécu ». Le contemporain d'Adler, l'allemand Otto Weinreich considère en 1929 que son édition de la Souda est « bewundernswert » (digne d'admiration). 
En 1916, elle publie un catalogue de manuscrits grecs à la Bibliothèque royale du Danemark. La collection est compilée par Daniel Gotthilf Moldenhawer, le bibliothécaire en chef au XVIIIe siècle. Adler est convaincue que certains des manuscrits qu'il contenaient avaient été volés par Moldenhawer dans d'autres bibliothèques européennes. En 1931, elle reçoit le Tagea Brandt Rejselegat, un prix danois pour la reconnaissance des femmes dans l'art et la science. Dans ses dernières années, elle travaille à une première édition de l'Etymologicum Genuinum, un projet poursuivi sous la direction de Klaus Alpers.  
Elle voyage à Rome et à Florence de 1913 au printemps 1914 pour ses recherches, puis de 1919 à 1920 à Paris, Venise, Oxford et Florence.  

## Famille
Son grand-père, David Baruch Adler, est un riche banquier et homme politique danois. Sa tante, Ellen Adler Bohr, est la mère du physicien Niels Bohr et du mathématicien et footballeur Harald Bohr. Par le biais des Bohr, elle est également liée au psychologue danois Edgar Rubin.
En 1901, elle épouse le philosophe danois Anton Ludvig Christian Thomsen, rencontré lors d'un dîner le 20 mars 1897. Thomsen décrit cette première rencontre dans son journal, se rappelant qu'il était immédiatement tombé sous son charme. Ils divorcent en 1912.

## Publications
- (de) 1914, « Die Commentare des Asklepiades von Myrlea », Hermes, vol. 1, no 49,‎ 1914, p. 39-46
- (da) DG Moldenhawer et hans haandskriftsamling, 1917 (lire en ligne)
- (da) Den græske litteraturs skæbne i oldtid og middelalder, 1920
- (de) « Die Homervita im Codex Vindobonensis Phil. 39 », Hermès, vol. 67, no 3,‎ 1932, p. 363–366